# Браян Кристанте
Браян Кристанте (на италиански: Bryan Cristante) е италиански футболист, полузащитник, който играе за Рома.

## Кариера

### Милан
През 2010 г. е част от отбора на Милан до 15 години, който печели Campionato Giovanissimi Nazionali, а Кристанте отбелязва 8 гола. Паралелно с това играе и за отбора до 17 години, който печели Campionato Allievi Nazionali през 2011 г.
Прави своя професионален дебют за клуба на 6 декември 2011 г., на възраст 16 години и 278 дни, като заменя Робиньо в мач от груповата фаза на Шампионската лига срещу Виктория (Пилзен), който завършва 2:2. По този начин той става най-младият футболист от Милан, играл в мач от Шампионската лига и трети най-млад.
Кристанте е избран за най-добър играч в Торнео ди Виареджо 2013. На 4 март 2013 г. подписва първия си професионален договор, който щеше да го задържи в Милан до 2018 г. Той се присъединява към първия отбор в началото на сезон 2013/14.
На 10 ноември 2013 г. дебютира в Серия А, като заменя Кака в мач срещу Киево Верона, който завършва 0:0. Вкарва първия си гол за клуба на 6 януари 2014 г. при 3:0 на Сан Сиро срещу Аталанта.

### Бенфика
На 1 септември 2014 г. Кристанте подписва 5-годишен договор с португалските шампиони Бенфика Лисабон срещу 4,84 милиона евро.
На 12 декември той дебютира при победата с 5:0 срещу Витория Сетубал в Лига Сагреш. На 14 януари 2015 г. той вкарва при 4:0 срещу Арука в третия кръг на купата на лигата.

### Аталанта
Кристанте се присъединява към Аталанта с наем от Бенфика през януари 2017 г. По-късно Аталанта го закупува през лятото на 2018 г. чрез клаузата за освобождаване от 4 милиона евро., като Бенфика си запазва 15% от бъдещ трансфер.

### Рома
На 8 юни 2018 г. Кристанте е пратен с наем в Рома за 1 година срещу 5 милиона евро, със задължителна опция за закупуване за още 15 милиона евро и 10 милиона евро бонуси, свързани с представянето на футболиста.

## Национален отбор
Кристанте има право да играе за Канада на международно ниво, тъй като притежава канадски паспорт заради баща си.
На 10 ноември 2016 г. той дебютира с отбора на Италия до 21 г., в приятелски мач, загубен с 2:3 от Англия в Саутхемптън.
На 6 и 9 октомври 2017 г. Кристанте е повикан за Италия за квалификационните мачове за Световното първенство през 2018 г. срещу Република Македония и Албания. Той прави дебют на 6 октомври, като смяна през второто полувреме в 1:1 домакински мач срещу Република Македония.

## Отличия

### Отборни
Бенфика
- Лига Сагреш: 2014/15, 2015/16
- Купа на Португалия: 2015, 2016

### Индивидуални
- Торнео ди Виареджо – Златно момче: 2013[23]